# Sundhedsøkonomi
Sundhedsøkonomi er en gren af økonomien, hvor man analyserer sundhed, sygdom og sygepleje ved hjælp af anerkendt økonomisk teori og empiri.
Den senere Nobelpristager i økonomi Kenneth Arrow skrev i 1963 en banebrydende artikel, der ofte får æren for at udgøre starten på sundhedsøkonomi som en selvstændig disciplin. I denne beskrev han en række principielle forskelle på sundhed og andre goder. Det gælder bl.a. graden af offentlig intervention, betydningen af usikkerhed i mange dimensioner, asymmetrisk information, barrierer for indtræden på markedet, eksternaliteter og eksistensen af en tredjeparts-aktør. I sundhedsvæsenet er denne tredje part lægen, som træffer købsbeslutninger (f.eks. om at bestille en laboratorietest, ordinere medicin, foretage en operation osv.) uden selv at bære omkostningen ved produktet eller tjenesten.
Usikkerhed er et grundlæggende forhold indenfor sundhed, både mht. udfald for en patient og mht. finansielle forhold. Det vidensgab, der eksisterer mellem en patient og hans læge, skaber en situation med en klar informationsfordel for lægen, hvilket er et eksempel på asymmetrisk information.
Eksternaliteter opstår hyppigt indenfor sundhedsområdet, ikke mindst hvad angår smitsomme sygdomme. For eksempel vil en persons indsats for at undgå at blive smittet af forkølelse påvirke andre mennesker end personen selv.

## Sundhedsøkonomiske temaer
Den afdøde britiske sundhedsøkonom Alan Williams har inddelt de væsentligste sundhedsøkonomiske emner i et pilediagram, som ofte anvendes til at give et overblik over området:
- Hvad påvirker sundheden (udover sundhedspleje)?
- Hvad er sundhed, og hvad er dens værdi?
- Efterspørgslen efter sundhedspleje
- Udbuddet af sundhedspleje
- Mikroøkonomisk evaluering på behandlingsniveauet
- Markedsligevægt
- Evaluering af det samlede sundhedssystem
- Planlægning, budgettering og overvågning

### Medicinaløkonomi
Medicinaløkonomi anvendes typisk om cost-benefit-analyser af farmaceutiske produkter og analyser af omkostningseffektiviteten af forskellige medicinske behandlinger. Medicinaløkonomi anvender ofte statistiske modeller til at behandle data fra biostatistik og epidemiologi for at understøtte beslutningstagningen i medicinalspørgsmål, både i behandlingen af enkeltpersoner og i bredere sundhedspolitiske sammenhænge.